# Uvoď
Uvoď (rusky Уводь) je řeka v Ivanovské oblasti a ve Vladimirské oblasti v Rusku. Je 185 km dlouhá. Povodí má rozlohu 3770 km².

## Průběh toku
Pramení v Andejevských bažinách severovýchodně od Komsomolsku. Na horním toku je koryto jen mírně členité a jeho šířka nepřevyšuje 10 m. Ústí zleva do řeky Kljazmy (povodí Volhy). Hlavními přítoky jsou Urožna, Talka zleva a Vostra, Uchtochma, Vjazma, Talša, Naromša zprava.

## Vodní režim
Převládajícím zdrojem vody jsou sněhové srážky. Průměrný roční průtok vody ve vzdálenosti 30 km od ústí činí přibližně 19 m³/s. Zamrzá v listopadu a rozmrzá v dubnu.

## Využití
Využívá se v široké míře na zavlažování. Severně od Ivanova byla vybudována Uvoďská přehrada, do které je přiváděna voda kanálem Volha-Uvoď. Na řece leží města Ivanovo, Kochma.